# Caivano
Caivano község (comune) Olaszország Campania régiójában, Nápoly megyében.

## Fekvése
Nápolytól 14 km-re északkeletre fekszik. Határai: Acerra, Afragola, Cardito, Crispano, Marcianise és Orta di Atella.

## Története
A régészeti leletekből úgy tűnik, hogy ezen a területen az ókorban egy oszk település létezett, amelyet az i. e. 6. században az etruszkok foglaltak el. Az i. e. 4. században a szamniszok telepedtek le a vidéken. Ekkor a város még Atellához tartozott, amely 8 km távolságra fekszik mai területétől. A rómaiak fennhatósága alatt a vidéket latifundiummá alakították Caivanum néven. A normannok uralkodása idején Aversa tulajdonába került. Aragóniai Alfonz innen irányította hadait a Nápolyi Királyság elfoglalására. Az ezt követő évszázadok során Caivano a spanyol uralkodók birtoka maradt. A 16. század végéig a vidék egyik legnépesebb települése volt. Önálló községgé a 19. század elején vált, amikor a Nápolyi Királyságban felszámolták a feudalizmust.

## Népessége
A népesség számának alakulása:

## Főbb látnivalói
- Castello di Caivano – longobárd erődítmény helyére 1441-ben épült a helyi nemesség védelmére
- Palazzo Cimino – 18. századi palota
- Maria SS. di Campiglione-templom
- Sant’Antonio da Padova-templom
- San Giorgio Martire-templom
- San Pietro-templom
- Santa Barbara-templom